# Завиша, Ян Криштоф
Ян Криштоф Даугялло Завиша герба Пломенчук (пол. Jan Krzysztof Dowgiałło Zawisza), также известный как Ежи Кароль Даугялло Завиша (пол. Jerzy Karol Dowgiałło Zawisza; август 1597 — 9 марта 1661) — государственный и религиозный деятель Великого княжества Литовского. Писарь великий литовский в 1649 году, референдарий великий духовный литовский в 1649—1656 годах, королевский секретарь, регент великой канцелярии в 1641 году, архидьякон и каноник виленский. Епископ виленский с 16 октября 1656 года и до своей кончины 9 марта 1661 года.

## Биография
Представитель шляхетского рода Даугялло. Сын Каспара Яновича Даугялло, также в семье был брат Михаил. Обучался за границей. В 1639 году рукоположен в каноники, позднее в архидьяконы виленские. Был референдарием и писарем великим литовским. С 16 октября 1656 года епископ виленский, близкий соратник короля Яна Казимира.
Согласно его завещанию, все личные средства Яна Завиши были направлены на нужды кафедры и на восстановление разрушенного во время войн католического храма в Ашмянах.